# Torneo Rio-San Paolo 1962
Il Torneo Rio-San Paolo 1962 (ufficialmente in portoghese Torneio Rio-São Paulo 1962) è stato la 14ª edizione del Torneo Rio-San Paolo.

## Formula
Primo turno: le 9 squadre partecipanti vengono divise in due gruppi, uno formato dalla 5 squadre dello stato di Rio de Janeiro e l'altro dalle 4 squadre dello stato di San Paolo. Ogni squadra affronta tutte le altre squadre del proprio girone in partite di sola andata. Si qualificano alla fase successiva le due migliori squadre di ogni girone.
Fase finale: le 4 squadre partecipanti si affrontano in partite di sola andata. Vince il torneo la squadra che totalizza più punti.

## Partecipanti
| Squadra       | Città          | Stato          |
| ------------- | -------------- | -------------- |
| America-RJ    | Rio de Janeiro | Rio de Janeiro |
| Botafogo      | Rio de Janeiro | Rio de Janeiro |
| Corinthians   | San Paolo      | San Paolo      |
| Flamengo      | Rio de Janeiro | Rio de Janeiro |
| Fluminense    | Rio de Janeiro | Rio de Janeiro |
| Palmeiras     | San Paolo      | San Paolo      |
| Portuguesa    | San Paolo      | San Paolo      |
| San Paolo     | San Paolo      | San Paolo      |
| Vasco da Gama | Rio de Janeiro | Rio de Janeiro |

## Primo turno

### Risultati
| Gruppo A | Gruppo A      | Gruppo A | Gruppo A      | Gruppo A |
| -------- | ------------- | -------- | ------------- | -------- |
| 14 feb.  | América-RJ    | -        | Vasco da Gama | 1-0      |
| 15 feb.  | Flamengo      | -        | Fluminense    | 1-0      |
| 18 feb.  | Botafogo      | -        | Fluminense    | 1-0      |
| 20 feb.  | Flamengo      | -        | América-RJ    | 0-0      |
| 21 feb.  | Botafogo      | -        | Vasco da Gama | 4-1      |
| 25 feb.  | Flamengo      | -        | Vasco da Gama | 1-1      |
| 26 feb.  | Botafogo      | -        | América-RJ    | 4-1      |
| 1 mar.   | Flamengo      | -        | Botafogo      | 3-2      |
| 2 mar.   | América-RJ    | -        | Fluminense    | 3-0      |
| 10 mar.  | Vasco da Gama | -        | Fluminense    | 4-3      |

| Gruppo B  | Gruppo B    | Gruppo B | Gruppo B    | Gruppo B |
| --------- | ----------- | -------- | ----------- | -------- |
| 18 feb.   | Corinthians | -        | Portuguesa  | 3-2      |
| 21 feb.   | San Paolo   | -        | Portuguesa  | 2-2      |
| 22 feb.   | Palmeiras   | -        | Corinthians | 3-0      |
| 25 feb.   | Palmeiras   | -        | Portuguesa  | 2-1      |
| 27 feb.   | Corinthians | -        | San Paolo   | 1-1      |
| 3 mar.    | San Paolo   | -        | Palmeiras   | 2-1      |
|           |             |          |             |          |
| Spareggio |             |          |             |          |
| 8 mar.    | San Paolo   | -        | Palmeiras   | 1-1      |

### Classifica

#### Gruppo A (Rio de Janeiro)
| Pos. | Squadra       | Pt | G | V | N | P | GF | GS | DR |
| ---- | ------------- | -- | - | - | - | - | -- | -- | -- |
| 1.   | Botafogo      | 6  | 4 | 3 | 0 | 1 | 11 | 5  | +6 |
| 2.   | Flamengo      | 6  | 4 | 2 | 2 | 0 | 5  | 3  | +2 |
| 3.   | America-RJ    | 5  | 4 | 2 | 1 | 1 | 5  | 4  | +1 |
| 4.   | Vasco da Gama | 3  | 4 | 1 | 1 | 2 | 6  | 9  | -3 |
| 5.   | Fluminense    | 0  | 4 | 0 | 0 | 4 | 3  | 9  | -6 |

#### Gruppo B (San Paolo)
| Pos. | Squadra     | Pt | G | V | N | P | GF | GS | DR |
| ---- | ----------- | -- | - | - | - | - | -- | -- | -- |
| 1.   | Palmeiras   | 4  | 3 | 2 | 0 | 1 | 6  | 3  | +3 |
| 2.   | San Paolo   | 4  | 3 | 1 | 2 | 0 | 5  | 4  | +1 |
| 3.   | Corinthians | 3  | 3 | 1 | 1 | 1 | 4  | 6  | -1 |
| 4.   | Portuguesa  | 1  | 3 | 0 | 1 | 2 | 5  | 7  | -2 |

1. 1 2  Essendo terminato in parità lo spareggio, il Palmeiras è primo per il maggior numero di vittorie ottenute rispetto al San Paolo (2 contro 1).

### Verdetti
- Botafogo, Flamengo, Palmeiras e San Paolo qualificati alla fase finale.

## Fase finale

### Risultati
| 1ª giornata | 1ª giornata | 1ª giornata | 1ª giornata | 1ª giornata |
| ----------- | ----------- | ----------- | ----------- | ----------- |
| 11 mar.     | Botafogo    | -           | San Paolo   | 2-1         |
| 11 mar.     | Palmeiras   | -           | Flamengo    | 3-0         |

| 2ª giornata | 2ª giornata | 2ª giornata | 2ª giornata | 2ª giornata |
| ----------- | ----------- | ----------- | ----------- | ----------- |
| 14 mar.     | Botafogo    | -           | Flamengo    | 1-0         |
| 14 mar.     | San Paolo   | -           | Palmeiras   | 2-1         |

| 3ª giornata | 3ª giornata | 3ª giornata | 3ª giornata | 3ª giornata |
| ----------- | ----------- | ----------- | ----------- | ----------- |
| 17 mar.     | Botafogo    | -           | Palmeiras   | 3-1         |
| 17 mar.     | San Paolo   | -           | Flamengo    | 2-2         |

### Classifica
| Pos. | Squadra   | Pt | G | V | N | P | GF | GS | DR |
| ---- | --------- | -- | - | - | - | - | -- | -- | -- |
| 1.   | Botafogo  | 6  | 3 | 3 | 0 | 0 | 6  | 2  | +4 |
| 2.   | San Paolo | 3  | 3 | 1 | 1 | 1 | 5  | 5  | 0  |
| 3.   | Palmeiras | 2  | 3 | 1 | 0 | 2 | 5  | 5  | 0  |
| 4.   | Flamengo  | 1  | 3 | 0 | 1 | 2 | 2  | 6  | -4 |

## Classifica marcatori
| Gol |  |  | Giocatore | Squadra       |
| --- |  |  | --------- | ------------- |
| 8   |  |  | Amarildo  | Botafogo      |
| 3   |  |  | Américo   | Palmeiras     |
| 3   |  |  | China     | Botafogo      |
| 3   |  |  | Dida      | Flamengo      |
| 3   |  |  | Gildo     | Palmeiras     |
| 3   |  |  | Prado     | San Paolo     |
| 3   |  |  | Saulzinho | Vasco da Gama |